# George Edwin Ellison
George Edwin Ellison (* 1878; † 11. November 1918 bei Mons, Belgien) war der letzte britische Soldat, der im Ersten Weltkrieg fiel.

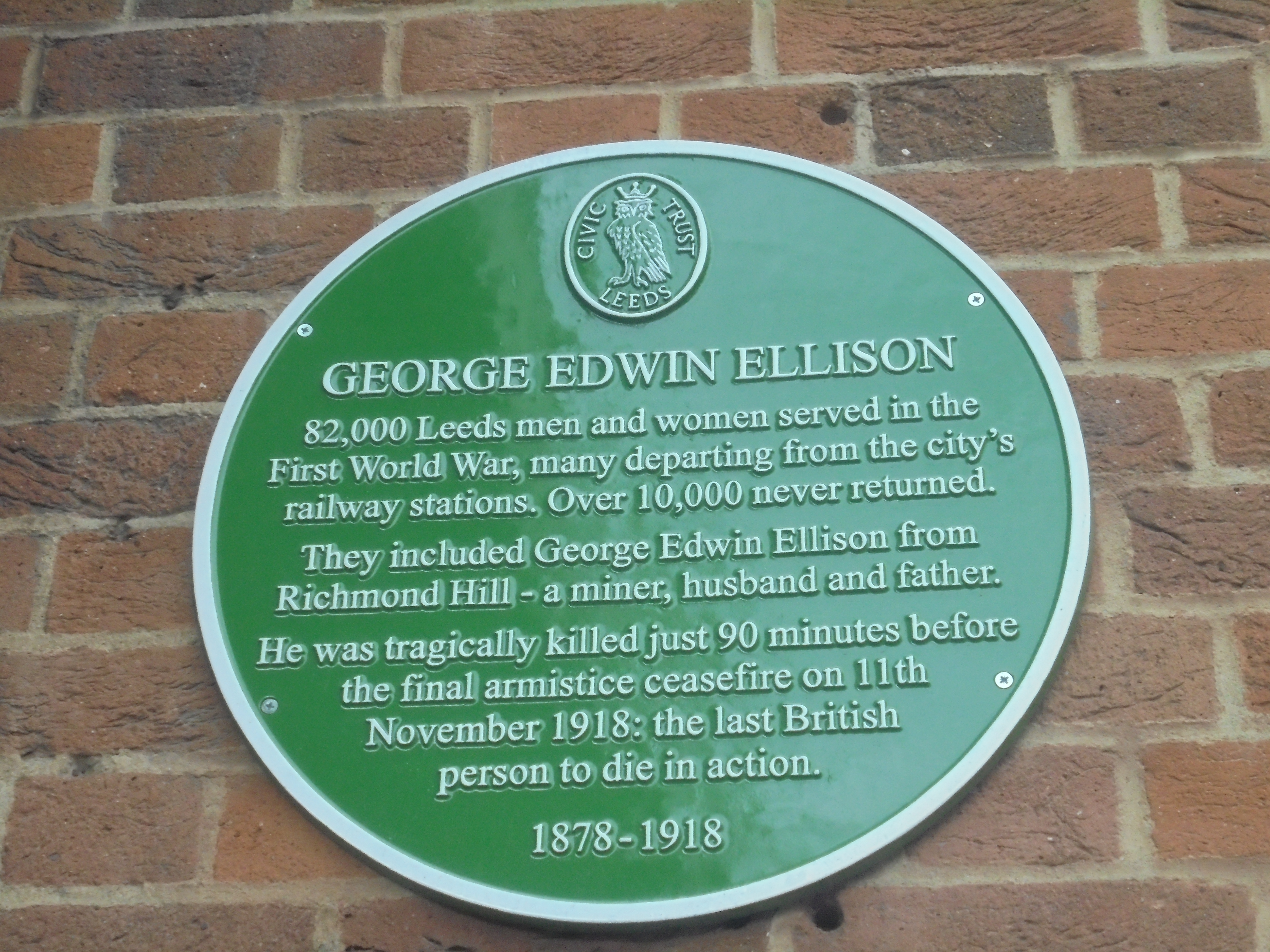
Leeds City Station

Ellison kam aus Leeds und hatte als Bergmann im Kohlebergbau gearbeitet. Ellison war bereits 1914 bei Kriegsausbruch Soldat und diente als Private im Regiment der 5th (Royal Irish) Lancers. Er kämpfte 1914 in der Schlacht bei Mons und danach in weiteren Schlachten an der Westfront. Ellison starb am 11. November 1918 um 9:30 Uhr, durch einen Scharfschützen, als er auf einer Patrouille am Rande von Mons unterwegs war. Der Waffenstillstand trat um 11:00 Uhr an diesem Tag in Kraft.
Ellison wurde auf dem Soldatenfriedhof Saint-Symphorien östlich von Mons begraben. Auf diesem Friedhof finden sich auch die Gräber von John Parr, dem ersten britischen Soldaten, der im Ersten Weltkrieg fiel, und George Lawrence Price, dem letzten Soldaten der Alliierten, der im Ersten Weltkrieg fiel.
Eine Plakette vor der Leeds City Station in Leeds erinnert an ihn.